# 伊爾利亞希夫卡 (奧斯特羅赫區)
伊爾利亞希夫卡（烏克蘭語：Ілляшівка），是烏克蘭西北部的村莊，隸屬里夫內州的里夫內區。該村始建於1810年，面積0.5平方公里，海拔高度225米，2001年人口143，人口密度每平方公里287.7人。